# L'Illusion Scorpio
L'Illusion Scorpio (The Scorpio Illusion) est un roman d'espionnage de l'écrivain américain Robert Ludlum paru en 1993.

## Résumé
Elle n'a qu'une seule ambition : la vengeance. L'atroce assassinat de ses parents et la mort de son grand amour ont fait d'Amaya Bajaratt une machine à tuer. Son acte de foi : mort à toute autorité. Mort aux vrais responsables et aux chefs d'État. Mort aux dirigeants des États-Unis, de France, d'Angleterre et d'Israël...
Pour la soutenir : les terroristes palestiniens et l'organisation occulte Scorpio. Pour la contrer : un seul homme, l'officier d'élite Tyrel Hawthorne, son ex-amant...